# ديريسومالتوز الحديدي
ديريسومالتوز الحديدي (Ferric derisomaltose)، يُباع تحت الاسم التجاري مونوفيريك (Monoferric)، وهو دواء يُستخدم لعلاج فقر الدم الناجم عن نقص الحديد (IDA). يُستخدم على وجه التحديد للأشخاص الذين لا يستطيعون تناول الحديد الفموي أو الذين يعانون من مرض الكلى المزمن غير المعتمدين على غسيل الكلى (NDD-CKD). ويُعطى عن طريق الحقن في الوريد.
تشمل الآثار الجانبية الشائعة الطفح الجلدي والغثيان. وقد تشمل الآثار الجانبية الأخرى فرط حمل الحديد، والعدوى، وردود الفعل التحسسية. تعدّ سلامة استخدامه أثناء الحمل غير واضحة، ويوصي البعض بعدم استخدامه في الأشهر الثلاثة الأولى من الحمل. وهو مستحضر حديدي.
تمت الموافقة على استخدام ديريسومالتوز الحديدي طبيًا في الولايات المتحدة عام 2020. ويُكّلف في المملكة المتحدة هيئة الخدمات الصحية الوطنية (NHS) حوالي 170 جنيهًا إسترلينيًا للغرام الواحد عام 2021. في الولايات المتحدة، وتكلّف هذه الكمية حوالي 2600 دولار أمريكي.

## الاستخدامات الطبية

### الجرعة
للأشخاص الذين يزيد وزنهم عن 50 كغ، يُعطى بجرعة 1000 مغ، بينما للأشخاص الذين يقل وزنهم عن 50 كغ، تُستخدم جرعة 20 مغ/كغ.

## روابط خارجية
- "ديريزومالتوز الحديدي". بوابة معلومات الأدوية. المكتبة الوطنية الأمريكية للطب. مؤرشف من الأصل في 17 شباط/فبراير 2020. تاريخ الاسترجاع: 31 مارس 2021